# 마테오 리치
마테오 리치(이탈리아어: Matteo Ricci, 중국어 간체자: 利玛窦, 정체자: 利瑪竇, 병음: Lì Mǎdòu 리마더우[*], 한자음: 이마두, 1552년 10월 6일 ~ 1610년 5월 11일)는 로마 가톨릭교회의 사제이자, 중국을 비롯한 아시아 대륙에 기독교 신앙을 정착시킨 이탈리아 출신 예수회 선교사이다. 호(號)는 서강(西江), 청태(淸泰)·존칭은 태서유사(泰西儒士)이다.
또 다른 중국식 이름은 ‘이마두’(利瑪竇), 별호는 서방에서 온 현사(賢士)라는 뜻의 서태(西泰)(서강 청태의 줄인 말), 마테오(Matteo)는 그의 세례명이다. <곤여만국전도>와 <천주실의>로 유명하다.
선교사로서는 최초로 중국에 기독교를 선교했으며 아울러 유럽의 과학과 문화도 전했다. 저서인《천주실의》는 한국의 천주교 성립에도 큰 영향을 끼쳤다. 1578년, 인도에 도착하여 4년간 지내다가 마카오로 거쳐 1583년 9월부터 광둥 중부 자오칭(肇慶)에서 중국문화와 풍속을 배우며 선교활동을 시작하였다. 유학경전 학습에도 매진하여 공자와 유가사상을 최초로 서양에 소개하기도 했다.

## 선교 활동

### 어린 시절
마테오 리치는 1552년 교황령 마체라타(현재는 이탈리아 영토)에서 태어났다. 로마에서 법학을 공부한 뒤 1571년 예수회에 입회하여 1577년까지 예수회 신학교에서 공부했다. 그곳에서 리치는 철학과 신학을 배웠고, 수학, 천문학, 역법, 시계, 지구의, 천체관측기구 제작법 등은 그레고리력 제정 중요한 역할을 한 크리스토퍼 클라비우스 신부에게 배웠다.

### 초기 활동
동양 선교에 뜻을 품고 루제리 등 13명의 선교사들과 함께 1578년 3월 포르투갈 리스본을 출발하여 그해 9월에 인도 고아에 도착하여 그곳에서 신학을 배우며 교수활동도 하였다. 1582년 예수회로부터 중국에서 전교하라는 지시를 받고 마카오에 도착하여 중국어와 한문을 배웠는데, 그의 유창한 중국어 실력은 문서선교 즉, 문서로 기독교 교리를 전달하는 일에 큰 도움이 되었다. 마테오 리치가 중국 선교사가 된 것은 미셀 루지에리 선교사의 간청과 아시아선교책임자 알렉산드로 발리냐노의 중국전도책임자 임명에 의한 것이다.
이에 대해 미셀 루지에리 선교사가 중국어를 잘 못했기 때문에, 마테오가 중국선교사가 되었다는 견해도 있었지만, 중국어 문집이 발견되면서 잘못된 견해로 판명되었다. 동역자(同役者) 루지에리와 함께 중국 조경(肇庆)에 1583년 정착한 마테오 리치는 1583년부터 1602년까지 세계지도들을 제작하여 중국은 세계의 중심이고, 그외 나라들은 오랑캐라는 오만함에 사로잡혀 있던 중국 사람들에게 새로운 인식을 심어주었다. 이외에도 소주(韶州), 남창(南昌) 등지를 다니며 선교에 힘썼다.

### 위로부터의 전도
1587년 남경(南京)으로 가 고관 명사들에게 천문·지리·수학을 가르쳤다. 1601년 그는 중국 북경에 도착하는데, 신종 황제를 만나 황제의 호의로 선무문(宣武門) 안에 천주당(중국에서 천주교회를 가리키는 말)을 세워도 된다는 허가를 받았다. 1605년 북경에 천주당을 세우고 200여 명의 신도를 얻어, 비로소 천주교라는 이름을 붙였다.
이는 예수회의 전통선교방법에 의한 것이었다. 예수회에서는 '위에서 아래로의 전도'라고 하여 상위계급이나 지식인들에게 먼저 전도하여 복음이 확대되게 하려는 전도방법을 갖고 있었다. 하지만 예수회의 이러한 전도방식은 '아래로부터 위로의 전도방법'을 갖고 있던 프란체스코 수도회와 갈등을 빚었으며, 명나라 황제 만력제는 외국사람들에게 무관심했기 때문에 마테오가 원하는 방향으로 일이 진행되지 못했다. 대신 나라의 쇠락을 걱정하는 개혁파 사대부들과의 교제를 하였고, 서광계(1562년-1633년), 이지조(1565-1630), 양정균(1562-1627) 등 일부 사대부 지식인들은 천주교인이 되었다.

### 과학기술 소개
그는 천주교 서적을 저작하는 한편, 서광계·이지조의 협력을 얻어 과학 기술 서적을 번역하였으며, 중국 최초의 세계 지도로서 유명한 '곤여만국전도'를 제작하였다. 그는 일생을 중국에서 활약하였다. 한국 실학파 학자들에게도 많은 영향을 주었다.

## 사망
1610년 별세하여 북경에 묻혔다.

## 천주실의의 저술
천주실의(天主實義)는 루지에리 선교사가 1584년 저술한 《천주실록》(天主實錄)의 개정판으로서 1593년이나 1594년에 저술된 책으로 추정된다. 당시 선교사들의 저서는 해당선교지의 책임자의 검열을 거쳤기 때문에, 라틴어 요약본 형태로 1597년경 발리냐노와 일본선교 교구장 루이스 세르퀘이라(Luis Cerqueira)에게 제출되었다. 하지만 라틴어 요약본이 검열에 통과되기 전에 이미 《천주실의》은 고급독서문화를 갖고 있던 명나라 말기 사대부들의 베스트셀러가 되었다. 기독교의 하느님이 유교의 상제와 같다는 주장과 기독교의 인간이해가 양명학과 상당히 비슷했기 때문이다. 이러한 중국 지식인들의 관심으로 이미 1594년 남창(南昌)에서 초판이 인쇄되었으며, 1601년 베이징에서 《1601년 베이징판 천주실의》가 출간되었다. 선교책임자의 출간승인을 받은 마테오리치는 1603년 베이징에서 증보판 《천주실의》를 출간했으며, 1605년이나 1606년 항주(抗州)에서 《항주판 천주실의》가 출간되었다.
천주실의의 내용은 '천지만물을 지으시고, 이를 유지하시는 하느님'을 소개하는 것으로써, 그 주된 내용은 다음과 같다.
- 유교의 상제(上帝)는 기독교의 하느님(天主)이라고 주장했다.[10]
- 유교의 기초적 교리를 인정.
- 하늘나라의 존재를 언급하고, 인간의 영혼 불멸성을 강조.
- 인간의 영혼이 신령스러움을 중국 고전들을 통해 입증.
- 하느님이 동물을 창조한 것은 인간이 이용하도록 하기 위해서임.
- 죽은 후에 천국과 지옥이 있음.
- 성선설을 지지, 모든 행위는 인간의 자유 의지에 달림.
- 천주교 사제가 결혼하지 않는 이유, 《천주교해략》을 읽을 것을 권함.

## 그외 저서 및 번역서
- 《교우론》(交友論, 1595년경):마테오 리치의 첫 한문저서이다.
- 《서양기법》(西洋記法, 1596년):아리스토텔레스와 중세 고전암기술을 소개한 책
- 《이십오언》(二十五言,1599년):고대 그리스 스토아 철학자 에픽테투스(Epictetus)의 잠언집을 중국인들에게 맞게 고쳐쓴 편역서
- 《기하원본》(機何原本, 유클리드 저)전 6권 번역서:한림원 서광계(徐光啓)와 함께 번역함
- 《기인십편》(畸人十篇):중국 사대부,선비들과 나눈 토론을 언급하며 기독교 신앙을 소개한 기독교변증서이다. 성서말씀(마태 복음서 7:14[11], 로마서 8:18[12])을 한자로 풀어서 소개하고 있다.
- 《기법》(記法, 기억술을 소개하는 책이다. 흔히 「기억의 궁전」으로 알려진 기억술이다.)

## 자료 출처
- 《기독교 사상》2005년 2월호 - 세계교회사에 나타난 선교인물(2)

## 같이 보기
- 예수회
- 로마 가톨릭교회
- 선교사
- 중국의 기독교
- 야콥 단코나(Jacob d'Ancona, en:Jacob of Ancona) - 마르코 폴로보다 먼저 중국에 왔다는 이탈리아의 유태계 상인
- 마르코 폴로
- 프란치스코 하비에르
- 루이스 프로이스